# Viviyona Apriani
Viviyona Apriani, née le 13 avril 1994 à Bogor, est une chanteuse et actrice indonésienne, ancienne membre du groupe JKT48 de 2012 à 2019. Elle débute en 2013 avec le Tim KIII.